# Мангров черен мишелов
Мангровите черни мишелови (Buteogallus anthracinus subtilis) са подвид на обикновения черен мишелов. Те са едри птици от семейство Ястребови (Accipitridae).
Разпространени са в мангровите блата и съседните им области по северозападното крайбрежие на Южна Америка, от Панама до северозападно Перу. Достигат дължина 43 – 53 сантиметра и маса 930 грама. Хранят се главно с ракообразни, по-рядко с дребни гръбначни и яйца.